# Paracanthonchus bothnicus
Paracanthonchus bothnicus is een rondwormensoort uit de familie van de Cyatholaimidae.